# داينر

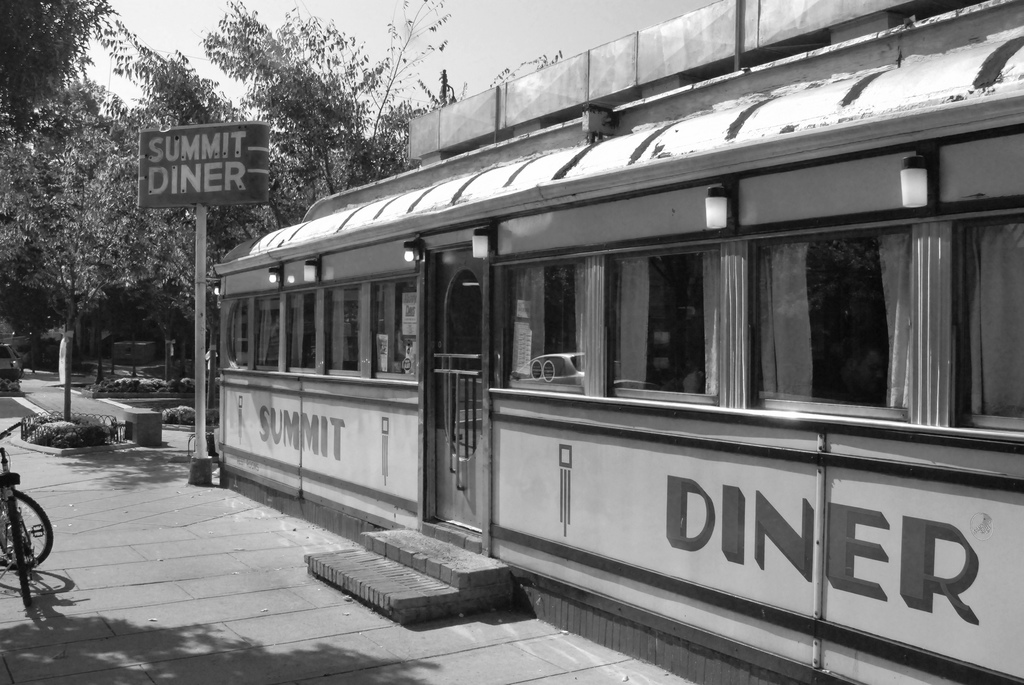
ذا سميت داينر في سميت، نيوجرسي، تم بناؤه من قبل شركة O'Mahony في عام 1938، وهو على على طراز عربات قطار شمال شرق الولايات المتحدة

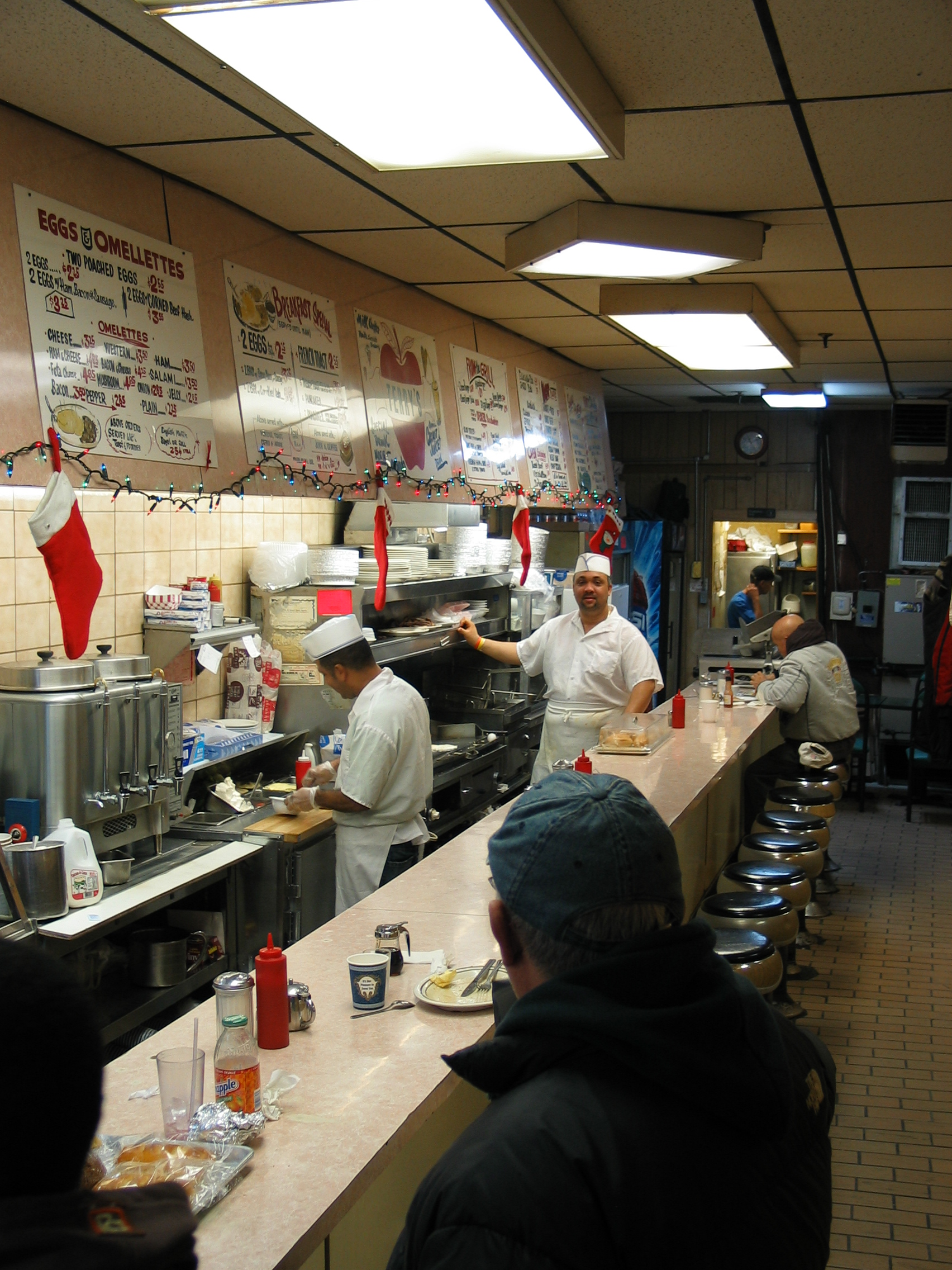
منضدة خدمة الزبائن داخل أحد مطاعم الداينر في بروكلين

داينر، هو مطعم صغير غالباً ما بدأ في شمال شرق ووسط غرب الولايات المتحدة[بحاجة لمصدر]، وكذلك في أجزاء أخرى من الولايات المتحدة وكندا وأجزاء من أوروبا الغربية. تُقدم عادةً مطاعم الداينر مجموعة واسعة من الأطعمة، معظمها من المأكولات الأمريكية، بشكل غير رسمي، وبشكل مميز، فيها مجموعة من المقصورات التي يخدمها النادلون و منضدة جلوس طويلة مع خدمة مباشرة، أو ببساطة بواسطة الطباخ. يمتد عمل الداينر لساعات طويلة، وبعضها يعمل على الطرق السريعة والمناطق ذات الأعمال التي تعمل بنظام الورديات وقد تبقى مفتوحة 24 ساعة.